# Elphinstone-Riff

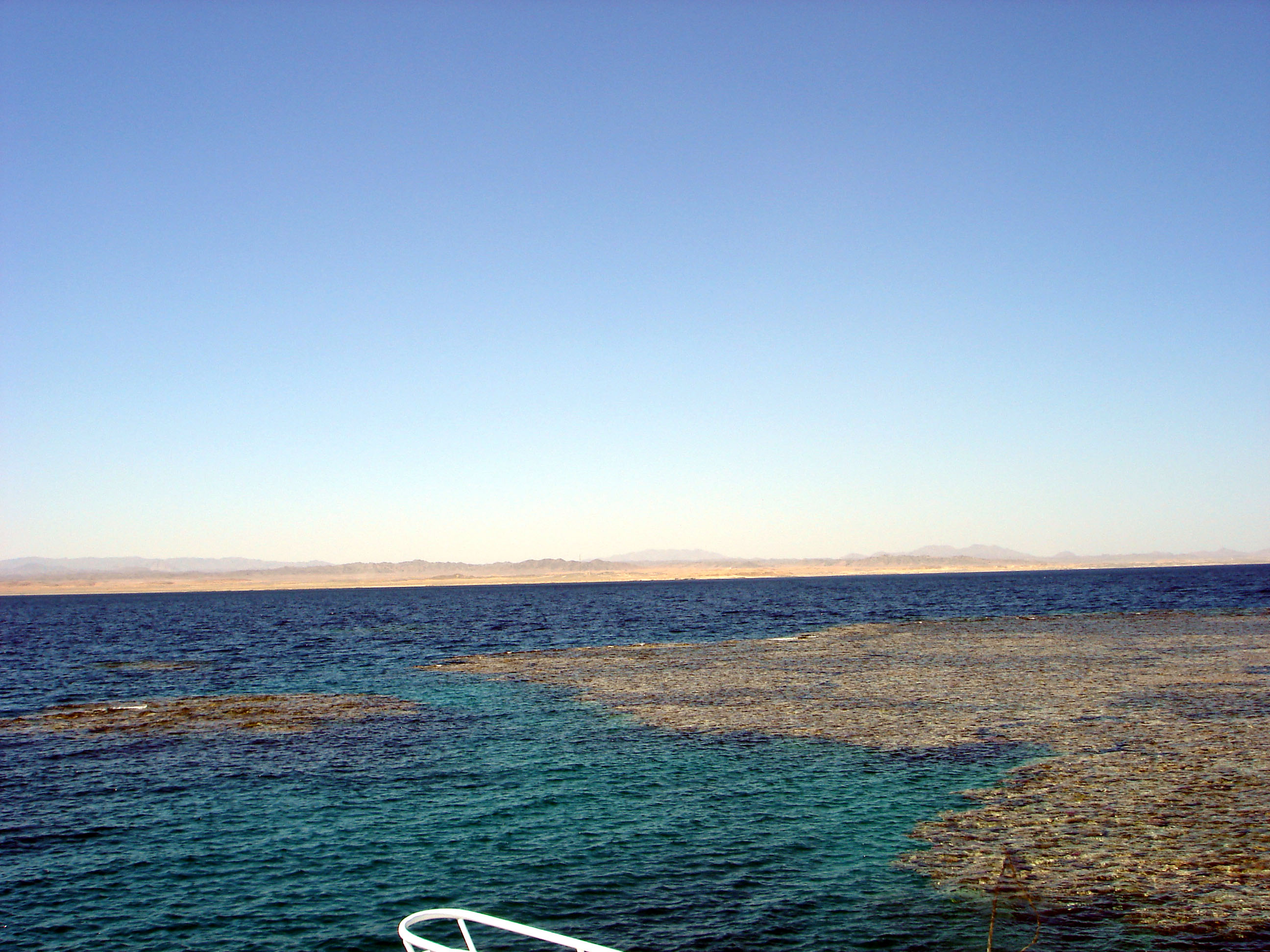
Elphinstone-Riff an der Wasseroberfläche

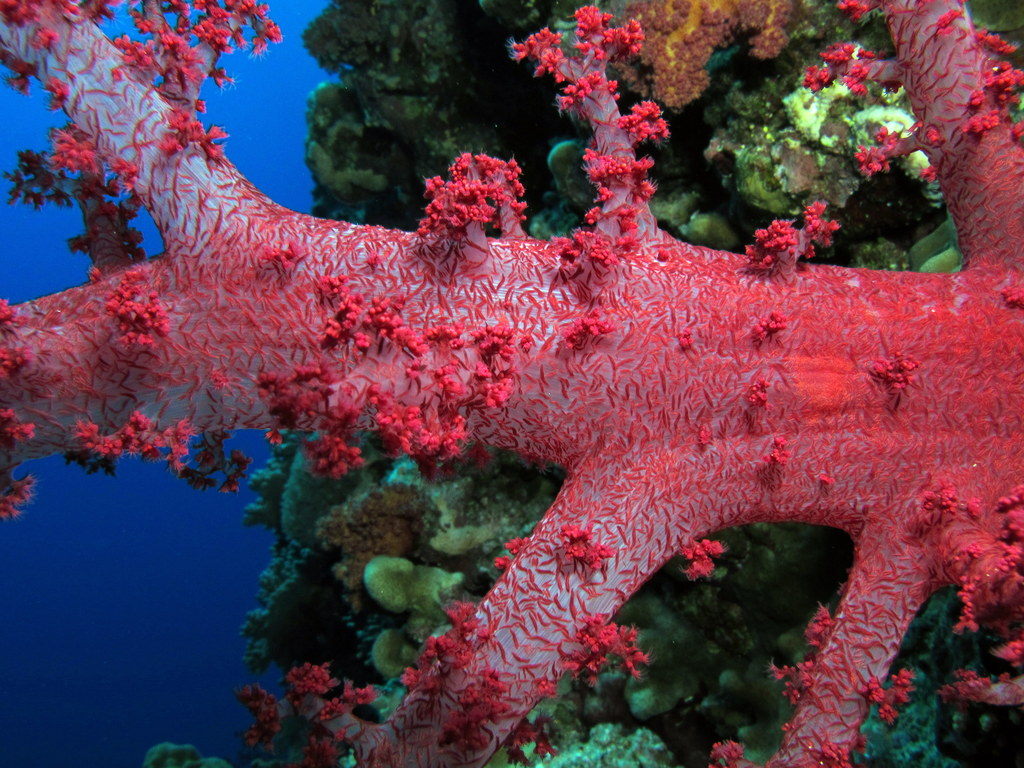
Dendronephthya am Riff

Elphinstone-Riff (auch: Abu Hamra) ist der Name eines Korallenriffes, das sich etwa neun Kilometer östlich vor der Küste des Roten Meeres im Süden Ägyptens, nördlich der Stadt Marsa Alam, befindet.
Das Riff wurde um 1830 von Robert Moresby entdeckt, als er zur Kartographierung des Roten Meeres auf das etwa 600 Meter lange, spindelförmige Riff stieß. Dieses wurde nun nach John Elphinstone (12. Lord Elphinstone) benannt, dessen Sohn John Elphinstone, 13. Lord Elphinstone später Gouverneur von Madras und Bombay wurde.

## Tauchsport
Das Riff ist heutzutage besonders für seine reiche Artenvielfalt bekannt. Aufgrund seiner Lage im offenen Meer und des häufigen Vorherrschens von Strömungen stellt es sich deshalb als einer der anspruchsvollen Top-Tauchspots im Süden Ägyptens dar. Taucher schätzen insbesondere die erhöhte Wahrscheinlichkeit, am Riff auf Großfische zu treffen. Täglich werden Überfahrten für erfahrene Taucher angeboten.
Am 6. Januar 2007 ereignete sich am Riff ein Unfall, bei dem eine Gruppe durch starke Strömung abgetrieben wurde. Vier Taucher werden seitdem vermisst, nur einer konnte sich schwimmend an das Ufer retten, da er auf das etwa 15 Kilometer entfernte Badawia Resort zuschwamm und dort den Strand erreichte.
Selten werden am Riff Tigerhaie gesichtet. Im Mai 2022 wurde ein verunfallter Taucher am Elphinstone-Riff aus 60 m Tiefe tot geborgen, wobei ein Tigerhai beobachtet wurde, der die bergenden Taucher nicht angriff. Am toten Taucher wurden Biss-Spuren eines Tigerhais entdeckt; der Taucher war jedoch vorher ertrunken. Die ägyptischen Behörden sperrten daraufhin das Riff kurzzeitig für das Sporttauchen.